# Бразильско-северокорейские отношения
Бразильско-северокорейские отношения — отношения между Бразилией и Корейской Народно-Демократической Республикой. В Пхеньяне находится посольство Бразилии.
Согласно опросу, проведенному BBC в 2013 году, 22 % бразильцев положительно относились к действиям КНДР, 47 % — отрицательно.

## История
Несмотря на то, что руководство Бразилии поддерживает экономические отношения с КНДР, оно решительно осудило некоторые действия официального Пхеньяна, угрожавшие безопасности Восточной Азии, такие как испытания ядерного оружия в 2009 году (тогда Министерство внешних связей Бразилии заявило, что страна осуждает ядерные испытания, призвало власти КНДР подписать Договор о всеобъемлющем запрещении ядерных испытаний и вернуться к шестисторонним переговорам), и уничтожение корвета ВМС Республики Корея «Чхонан», после которого правительство Бразилии сделало заявление, в котором говорилось о солидарности с Южной Кореей и призвало к стабилизации обстановки на Корейском полуострове.